# Vägen under stjärnorna
Vägen under stjärnorna är en historisk roman av Moa Martinson, först utgiven på Tiden förlag 1940.
Bokens handling tar sin början år 1830 på Östgötaslätten.